# Messier 28
Messier 28 (M28 ili NGC 6626) je kuglasti skup u zviježđu Strijelac. Otkrio ga je Charles Messier 1764. godine. Prvi ga je u zvijezde razlučio William Herschel. 

## Svojstva
M28 nalazi se 18.000 svj. g. od Sunca. Njegov prividni promjer je 11' što odgovara stvarnim dimenzijama od 60 svj. godina. Dosad je u skupu otkriveno 18 promjenljivih zvijezda vrste RR Lire. 1986. je godine M28 postao prvi kuglasti kup gdje je otkriven milisekundni pulsar. To je PSR B1821–24 otkriven teleskopom Lovellom u opservatoriju Jodrellu Banku. Od tad je otkriveno još 11 milisekundnih pulsara u ovom skupu pomoću teleskopa Roberta C. Byrda u Green Banku. Do 2011., ovo je treća po brojnosti populacija pulsara u skupu, nakon Terzana 5 i 47 Tukana.

## Amaterska promatranja
Prividni sjaj skupa iznosi magnitude + 6,8. To je dovoljno da se može uočiti u manjem instrumentu. Problematičan je njegov južni položaj na nebu što otežava upotrebu velikih povećanja i smanjuje sjajnost objekta. Kroz 200 mm-ski teleskop skup se može vidjeti kao elipsasti roj zvijezda oko 2' u promjeru.

## Vanjske poveznice
- (engl.) SEDS: NGC 6626
- (engl.) Hartmut Frommert: Revidirani Novi opći katalog
- (engl.) Izvangalaktička baza podataka NASA-e i IPAC-a
- (engl.) Astronomska baza podataka SIMBAD
- (engl.) VizieR
- (engl.) Auke Slotegraaf: NGC 6626 Deep Sky Observer's Companion
- (engl.) Courtney Seligman: Objekti Novog općeg kataloga: NGC 6600 - 6649